# Grande Prêmio Nossa Senhora de Ouro
O Grande Prêmio Nossa Senhora de Ouro é uma prova de ciclismo de um dia amador espanhola, que se disputa na cidade de Murgia (Álava) e seus arredores, no mês de junho.
Faz parte do Torneio Euskaldun e está reservada na atualidade para corredores entre 19 e 26 anos. Criada em 1969, suas onze primeiras edições estiveram disputadas por profissionais, entre 1969 e 1980. Está organizado pelo Clube Ciclista Zuyano.

## Palmarés
| Ano                                    | Ganhador                      | Segundo                       | Terceiro               |
| Prova disputada por profissionais      |                               |                               |                        |
| -------------------------------------- | ----------------------------- | ----------------------------- | ---------------------- |
| 1969                                   | Nemesio Jiménez               | José María Errandonea         | Mariano Díaz           |
| 1970                                   | José Antonio González Linares | Andrés Gandarias              | Antonio Menéndez       |
| 1971                                   | Agustín Tamames               | José Grande                   | Gabriel Mascaró        |
| 1972                                   | Miguel María Lasa             | Eduardo Castelló              | José Luis Uribezubia   |
| 1973                                   | Domingo Perurena              | Jesús Manzaneque              | José Luis Abilleira    |
| 1974                                   | Antonio Martos                | Manuel Espalhe                | Luis Ocaña             |
| 1975                                   | Francisco Galdós              | José Antonio González Linares | José Antonio Pontón    |
| 1976                                   | José Enrique Cume             | Javier Elorriaga              | Andrés Oliva           |
| 1977                                   | Faustino Fernández Ovies      | Pedro Vilardebo               | Ismael Lejarreta       |
| 1978                                   | Juan Pujol                    | Vicente Belda                 | José Luis Velho        |
| 1979                                   | Não se disputou               |                               |                        |
| 1980                                   | Juan Fernández Martín         | José Luis Laguía              | Ismael Lejarreta       |
| Prova disputada por ciclistas amadores |                               |                               |                        |
| 1995                                   | Claus Michael Møller          |                               |                        |
| 1996-1998                              | ?                             |                               |                        |
| 1999                                   | Unai Uriarte                  | Óscar García Lago             | José Manuel Maestre    |
| 2000                                   | David Herero                  | Unai Barazabal                | Ángel Vázquez Iglesias |
| 2001                                   | Julen Fernández               | Dionisio Galparsoro           | Íñigo Urretxua         |
| 2002                                   | ?                             |                               |                        |
| 2003                                   | Iam Uberuaga                  | Mikel Elgezabal               | Julen Urbano           |
| 2004                                   | Iam Uberuaga                  | Javier Ruiz de Larrinaga      | Eugenio Pineda         |
| 2005-2007                              | ?                             |                               |                        |
| 2008                                   | Guillermo Lana                | Ugaitz Artola                 | Fabricio Ferrari       |
| 2009                                   | Mikel Landa                   | Igor Romero                   | José Vega              |
| 2010                                   | Mikel Bizkarra                | Peio Bilbao                   | Mikel Filgueira        |
| 2011                                   | Pablo Torres                  | Abdelkader Belmokhtar         | Ignacio Pérez          |
| 2012                                   | Mike Terpstra                 | Diego Ochoa                   | Jesús do Pino          |
| 2013                                   | Aitor González Prieto         | José Manuel Gutiérrez         | Higinio Fernández      |
| 2014                                   | Imanol Estévez                | Juan Ignacio Pérez            | Carlos Antón Jiménez   |
| 2015                                   | Aitor González Prieto         | Jorge Arcas                   | Mikel Iturria          |
| 2016                                   | Manuel Sola                   | Jhonatan Cañaveral            | Marcos Jurado          |
| 2017                                   | Peio Goikoetxea               | Sergio Rodríguez Reche        | Unai Cuadrado          |
| 2018                                   | Antonio Gómez de la Torre     | Tiago Antunes                 | José Félix Parra       |
| 2019                                   | Iker Ballarin                 | Jefferson Cepeda              | Sergio Martín          |

## Palmarés por países
| País          | Vitórias |
| ------------- | -------- |
| Espanha       | 27       |
| Dinamarca     | 1        |
| Países Baixos | 1        |